# Минский областной исполнительный комитет
Минский областной исполнительный комитет (бел. Мінскі абласны выканаўчы камітэт, сокр. Минский облисполком) — исполнительный и распорядительный орган на территории Минской области, который осуществляет свои полномочия в соответствии с Конституцией Республики Беларусь, Законом Республики Беларусь от 4 января 2010 года № 108-З «О местном управлении и самоуправлении в Республике Беларусь» и иными актами законодательства.
Минский облисполком подотчетен и подконтролен Президенту Республики Беларусь. Кроме того, по вопросам, входящим в компетенцию Правительства Республики Беларусь, Минский облисполком подотчетен также Совету Министров Республики Беларусь.

## Полномочия
В компетенцию и полномочия областного исполнительного комитета входит:
- разработка и внесение для утверждения в Совет схемы управления местным хозяйством и коммунальной собственностью, а также предложений по организации охраны общественного порядка
- разработка и внесение для утверждения в Совет проектов программ экономического и социального развития, местного бюджета, представление Совету отчетов об их выполнении
- обеспечение на соответствующей территории соблюдения: Конституции Республики Беларусь; законов Республики Беларусь; актов Президента Республики Беларусь; решений Совета и вышестоящих государственных органов, принятых в пределах их компетенции
- организация получения доходов местным бюджетом и их использования по целевому назначению
- принятие решения о выпуске местных ценных бумаг и проведении аукционов
- распоряжение коммунальной собственностью административно-территориальной единицы в порядке, установленном Советом
- принятие решений о создании, реорганизации и ликвидации предприятий, организаций, учреждений и объединений коммунальной собственности
- согласие на размещение на подведомственной ему территории предприятий, организаций, учреждений и объединений, не находящихся в коммунальной собственности соответствующей административно-территориальной единицы
- осуществление в порядке, установленном законодательством Республики Беларусь, контроля на подведомственной территории за использованием коммунальной собственности
- решение в соответствии с законодательством Республики Беларусь вопросов землеустройства и землепользования

Исполнительный комитет в пределах своих полномочий принимает решения. Решения исполнительного комитета принимаются простым большинством от установленного состава исполнительного комитета, подписываются председателем исполнительного комитета и управляющим делами (секретарем) исполнительного комитета.
В случаях, если решения исполнительного комитета, не соответствуют законодательству, то могут быть отменены областным Советом, вышестоящими исполнительными органами (например, Советом Министров), Президентом Республики Беларусь.

## Назначение
Исполком подотчетен и подконтролен Президенту Республики Беларусь, а также Совету Министров Республики Беларусь по вопросам, входящим в компетенцию Правительства Республики Беларусь.
Порядок назначения на должности и освобождения от должностей председателей исполкомов определяется Президентом Республики Беларусь. Председатель исполкома утверждается в должности соответствующим Советом.
Глава местной администрации подотчетен и подконтролен Президенту Республики Беларусь и вышестоящим исполкомам. Порядок назначения на должности и освобождения от должностей глав местных администраций определяется Президентом Республики Беларусь.

## Состав

### Руководство
- Алексей Кушнаренко — председатель облисполкома (c 31 марта 2025 г.)
- Левкович Сергей Викторович — первый заместитель председателя облисполкома (с 17 марта 2020 г.)
- Курленко Денис Николаевич — заместитель председателя облисполкома (с 3 мая 2021 г.)
- Рагусский Виктор Генрихович — заместитель председателя облисполкома (с 28 июля 2023 г.)
- Маркевич Иван Станиславович — заместитель председателя облисполкома (с сентября 2018 г.)
- Шевцова Татьяна Николаевна — управляющий делами облисполкома (с 3 августа 2022 г.)

### Другие члены облисполкома
- Алешкевич Максим Николаевич — председатель Комитета государственного контроля Минской области
- Астрейко Александр Вячеславович — начальник управления внутренних дел Минского областного исполнительного комитета
- Куховец Николай Николаевич — начальник главного финансового управления
- Лис Андрей Иванович — начальник следственного управления Следственного комитета Республики Беларусь по Минской области
- Терехов Александр Александрович — начальник управления Комитета государственной безопасности Республики Беларусь по г. Минску и Минской области

## Председатель
Председатель Минского областного исполнительного комитета — высшее должностное лицо Минской области. В его обязанности входит:
- руководство деятельностью облисполкома, гражданской обороной области
- взаимодействие с Администрацией Президента Республики Беларусь и Советом Министров Республики Беларусь, областным Советом депутатов
- координация деятельности городских, районных исполнительных комитетов и местных администраций в городах области

### Список
1. Тишкевич Альфонс Ильич (1986 г. — декабрь 1994 г.)
2. Петух Петр Петрович (декабрь 1994 г. — 2 декабря 1998 г.)
3. Домашкевич Николай Федорович (2 декабря 1998 г. — 7 июня 2007 г.)
4. Крупец Леонид Фёдорович (7 июня 2007 г. — 20 мая 2010 г.)
5. Батура Борис Васильевич (20 мая 2010 г. — 8 ноября 2013 г.)
6. Шапиро Семён Борисович (14 ноября 2013 г. — 24 мая 2017 г.)
7. Исаченко Анатолий Михайлович (4 июля 2017 г. — 3 декабря 2019 г.[3])
8. Турчин Александр Генрихович (3 декабря 2019 г.[4] — 10 марта 2025 г.[5])
9. Алексей Кушнаренко (с 31 марта 2025 г.[6])